# بطلان نسبي (قانون)
البطلان النسبي هو جزاء تخلف شرط من شروط صحة العقد ، ويعتبر العقد باطلاً بطلاناً نسبياً أو ما يسمى أيضاً بالقابل للإبطال ، عقد منتج لكل آثاره بين المتعاقدين وبالنسبة للغير ، إلا أن المشرع أعطى الحق لأحد المتعاقدين المطالبة بإبطاله وزوال كافة آثاره بأثر رجعي ، وهو بذلك عقداً صحيحاً يرتب جميع آثاره ، إلا أن ثمة خطراً يهدده وهو إمكانية مطالبة أحد أطرافه بإبطاله فينتهي وتفنى كل آثاره . أما إذا لم يطالب أحد أطرافه بإبطاله فإن العقد يقع صحيحاً وينتج كل آثاره .
ومن هنا كان البطلان النسبي عكس البطلان المطلق فذلك الأول لا يتعلق بالنظام العام فليس للقاضي أن يطلب به من تلقاء نفسه ، ولا يحق للغير المطالبة بإبطاله أيضاً ، فحق المطالبة بإبطاله قاصر على الطرف الذي تقرر البطلان النسبي لصالحه فقط ، ويسقط الحق في الإبطال إذا لم يطالب به أحد خلال ثلاث سنوات من تاريخ العقد وفقاً للقانون المدني المصري .